# Emerita holthuisi
Emerita holthuisi is een tienpotigensoort uit de familie van de Hippidae. De wetenschappelijke naam van de soort is voor het eerst geldig gepubliceerd in 1965 door Sankolli.